# اچ‌ام‌اس گرنزی (۱۶۹۶)
اچ‌ام‌اس گرنزی (۱۶۹۶) (به انگلیسی: HMS Guernsey (1696)) یک کشتی بود که طول آن ۱۳۱ فوت ۹ اینچ (۴۰٫۲ متر) بود.